# Оливер, Гарри
Гарри Оливер (англ. Harry Oliver; 4 апреля 1888 — 4 июля 1973) — американский юморист, художник и арт-директор многих фильмов 1920-х и 1930-х годов. Его лучше всего помнят за его юмористические произведения об американском юго-западе, в частности, публикации «Пустынные Крысы» (1946—1964). Оливер дважды номинировался на «Оскар» за лучшую работу художника-постановщика, благодаря его работе в фильмах «Седьмое небо» и «Уличный ангел».

## Биография
Гарольд Гриффит Оливер родился 4 апреля 1888 года в Хейстингсе, Миннесота, в семье Мэри Симмонс (родилась в штате Миннесота) и Фридриха Вильгельма Оливера (родился в Англии). Его отец управлял промтоварными магазинами.
Образование Оливера было скудным. Он говорил: «Я учился в государственной школе в О-Клэр, штат Висконсин до четвёртого класса, после чего папа взял меня на работу в надежде, что я уже научился читать и писать».
В 1909 году Оливер переехал со своей семьей в Пьюджет-Саунд, Вашингтон. Он работал сценическим художником на первой всемирной выставке в Сиэтле, где встретился с известным шляпником Джоном Б. Стетсоном, который подарил Оливеру свою фирменную чёрную шляпу СТЕТСОН.
Родители Гарри вскоре поселились на курином ранчо в Санта-Круз, Калифорния, где Оливер работал водителем на лесную службу США. В 1910 году Оливер вернулся в Миннесоту, чтобы жениться на Алисе Элизабет Фернланд, которая позже родила ему двух дочерей, Эми Ферн и Мэри Элис.
Оливер работал на различных голливудских киностудиях примерно с 1911 по 1941 год, он вырос от художника-постановщика до арт-директора.

## Частичная фильмография
- 1914 — Воробей / The Sparrow
- 1919 — За дверью / Behind the Door
- 1919 — Мрачная игра / The Grim Game
- 1920 — Ниже поверхности / Below the Surface
- 1921 — Лицо мира / The Face of the World
- 1925 — Маленькая Энни Руни / Little Annie Rooney
- 1925 — Бен-Гур: история Христа / Ben-Hur: A Tale of the Christ
- 1926 — Чёрный пират / The Black Pirate
- 1926 — Воробушки / Sparrows
- 1927 — Гаучо / The Gaucho
- 1927 — Седьмое небо / Seventh Heaven
- 1928 — Уличный ангел / Street Angel
- 1929 — Путеводитель по любви / Sunny Side Up
- 1929 — Река / The River
- 1929 — Счастливая звезда / Lucky Star
- 1929 — Они должны были увидеть Париж / They Had to See Paris
- 1930 — Лилиом / Liliom
- 1930 — Песня в моем сердце / Song o 'My Heart
- 1930 — Городская девчонка / City Girl
- 1932 — Безумие кино / Movie Crazy
- 1932 — Лицо со шрамом / Scarface
- 1933 — Белая женщина / White Woman
- 1933 — Танцующая леди / Dancing Lady
- 1934 — Плохой мальчик Пека / Peck’s Bad Boy
- 1934 — Кошачья лапа / The Cat’s-Paw
- 1934 — Дэвид Гарум / David Harum
- 1934 — Да здравствует Вилья! / Viva Villa!
- 1935 — Ванесса: её история любви / Vanessa: Her Love Story
- 1935 — Знак вампира / Mark of the Vampire
- 1937 — Загадай желание / Make a Wish
- 1937 — Благословенная земля / The Good Earth
- 1937 — Калифорния / The Californian
- 1938 — О человеческих сердцах / Of Human Hearts
- 1938 — Маленькая сиротка Энни / Little Orphan Annie
- 1941 — Изгнанник / The Outlaw